# 中嶋敏
中嶋 敏（なかじま さとし、1910年1月9日 - 2007年6月24日）は、日本の東洋史学者。東京教育大学名誉教授。

## 来歴
1910年、石川県生まれ。1927年、旧制静岡県立静岡中学校卒業。1930年、旧制静岡高等学校卒業。東京帝国大学文学部東洋史学科卒業。東方文化学院研究員、民族研究所を経て、東京高等師範学校、東京教育大学教授、大東文化大学教授。東京教育大学名誉教授、東洋文庫研究員・評議員。
2007年6月24日、心筋梗塞のため死去。

## 著書
- 『晉書食貨志譯註』中嶋敏 編（東洋文庫、2007年）[3]
- 『宋史食貨志譯註』中嶋敏 編（東洋文庫、2006年）[3]
- 『八岳雑草』中嶋敏 編著（中嶋敏、2004年）[3]
- 『宋史食貨志譯註』中嶋敏 編（東洋文庫、2004年）[3]
- 『五代と宋の興亡』共著（講談社、2004年）[3]
- 『宋史食貨志譯註』中嶋敏 編（東洋文庫、2002年）[3]
- 『東洋史學論集』中嶋敏 著（汲古書院、2002年）[3]
- 『宋史選擧志譯註』中嶋敏 編（東洋文庫、2002年）[3]
- 『宋史食貨志譯註』中嶋敏 編（東洋文庫、1999年）[3]
- 『西夏支配時代』中嶋敏 著（大東出版社、1980年）[3]
- 『五代・宋』共著（講談社、1974年）[3]